# Göran Göran

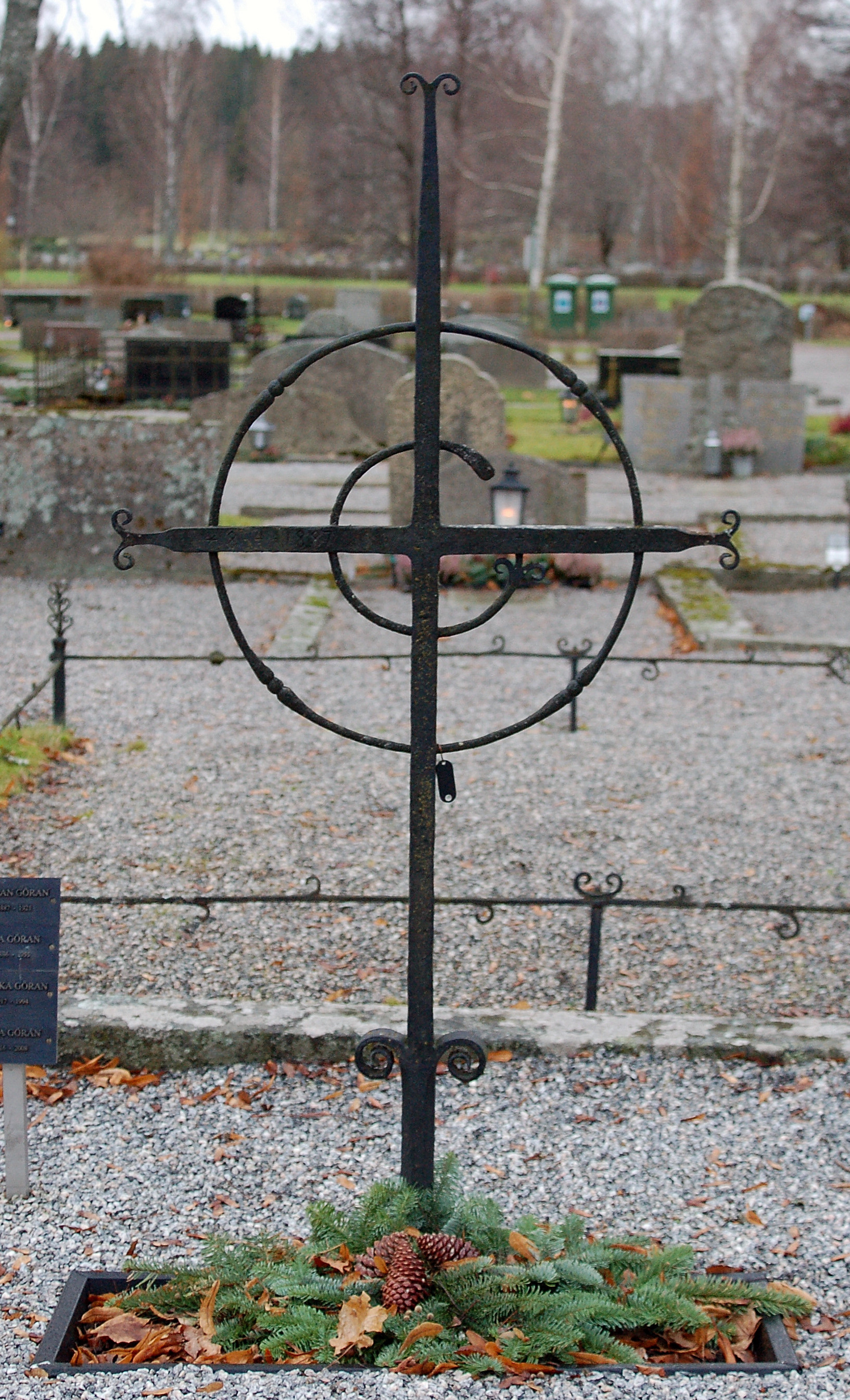
Göran Göran och Mia Görans gravvård på Arvika kyrkogård

Göran Gottfrid Göran, född 8 april 1887 Arvika landsförsamling i Värmlands län, död 14 september 1921 i Arvika landsförsamling, var en svensk konstsmed.

## Familj
Göran Göran var son till konstsmeden Petter Andersson på Myra och gift med möbelsnickaren Mia Persson samt far till konstnären Niklas Göran.

## Biografi
Göran Göran började sin bana som elev till fadern konstsmeden Petter Andersson på Myra.
Göran var en av medlemmarna i Rackenkolonin. Hans smidesproduktion bestod av  belysningsarmaturer, takkronor och lampetter med mera. 
På Rackstadmuseet visades 2015 utställningen På spaning ... fyra generationer konstnärer i familjen Göran där smideskonst från hans och sonen Niklas Görans konst till barn och barnbarn ställdes ut.